# 楊真砂
楊真砂（1944年—），台灣兒童文學作家暨教育家。曾任教於國民小學，並於課餘從事兒童作文教學。作品有「半個蘋果」、「作文教室」、「兒童名人故事」、「文字迷宮」等六十二本。退休後旅居美國加州舊金山灣區。
民國66年（1977）獲頒第十二屆中國語文獎章。
民國68年（1979）童話創作「半個蘋果」入選台北市新聞處推介優良兒童讀物。
民國78年（1989）「作文教室」入選行政院新聞局第七屆優良讀物。
民國81年（1992）語文遊戲「文字迷宮」入選行政院新聞局第十次推薦優良讀物（中低年級組）。